# El Cerro de Andévalo
El Cerro de Andévalo település Spanyolországban, Huelva tartományban. El Cerro de Andévalo Almonaster la Real, Alosno, Calañas, Villanueva de las Cruces, Puebla de Guzmán, Cabezas Rubias, Cortegana és La Zarza-Perrunal községekkel határos. Lakosainak száma 2260 fő (2024).

## Népesség
A település népessége az utóbbi években az alábbiak szerint változott:
| Lakosok száma | 2719 | 2668 | 2581 | 2479 | 2439 | 2460 | 2454 | 2364 | 2320 | 2260 |
|               | 2001 | 2004 | 2006 | 2009 | 2011 | 2014 | 2016 | 2019 | 2021 | 2024 |